# Frederick Chien

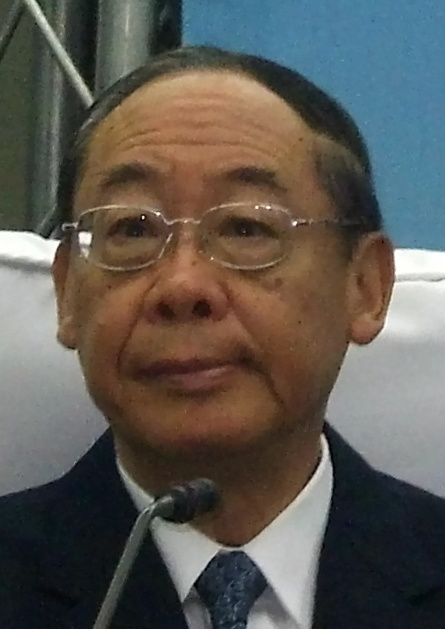
Frederick Chien

Frederick Chien (chiń. 錢復; pinyin Qián Fù; ur. 17 lutego 1935 w Hangzhou) – tajwański polityk i dyplomata.
Studiował nauki polityczne na Tajwańskim Uniwersytecie Narodowym (1952-1956) i stosunki międzynarodowe na Yale University (1956-1962), gdzie uzyskał doktorat. W latach 1983–1988 był nieoficjalnym przedstawicielem Chińskiego Tajpej (Tajwanu) w USA. Po powrocie na Tajwan pełnił funkcję sekretarza generalnego Rady Planowania Gospodarczego i Rozwoju (1988-1990). W latach 1990–1996 był ministrem spraw zagranicznych Republiki Chińskiej.
Od 1996 do 1998 roku przewodniczący Zgromadzenia Narodowego. W latach 1999–2005 był przewodniczącym Yuanu Kontrolnego. W 2005 roku objął posadę prezesa Cathay Charity Foundation.